# Солнце
Со́лнце (астр. ☉) — одна из звёзд нашей галактики (Млечный Путь) и единственная звезда Солнечной системы. Вокруг Солнца обращаются другие объекты этой системы: планеты и их спутники, карликовые планеты и их спутники, астероиды, метеороиды, кометы и космическая пыль.
По спектральной классификации Солнце относится к типу G (жёлтый карлик), и подклассом 2V, или же к полному спектральному классу G2V. Средняя плотность Солнца составляет 1,4 г/см³ (в 1,4 раза больше, чем у воды). Эффективная температура поверхности Солнца [фотосфера] — 5780 кельвинов (5506 °С). Поэтому Солнце светит почти белым светом, но прямой свет Солнца у поверхности нашей планеты приобретает некоторый жёлтый оттенок из-за более сильного рассеяния и поглощения коротковолновой части спектра атмосферой Земли (при ясном небе, смешиваясь с голубым рассеянным светом от неба, солнечный свет вновь даёт белое освещение).
Солнечное излучение поддерживает жизнь на Земле (свет необходим для начальных стадий фотосинтеза или световой фазы), определяет климат. Светимость Солнца (суммарное количество энергии, выделяемое Солнцем за одну секунду) L⊙ = 3,827⋅1026 Вт.
Солнце состоит из водорода (массовое содержание водорода X ≈ 73 %), гелия (массовое содержание Y ≈ 25 %) и других элементов с меньшей концентрацией (ниже все элементы тяжелее гелия в этом контексте называются металлами, как принято в астрофизике); их общее массовое содержание Z ≈ 2 %. Наиболее распространёнными элементами тяжелее водорода и гелия, в порядке убывания содержания, являются кислород, углерод, неон, азот, железо, магний, кремний, сера, аргон, алюминий, никель, натрий и кальций. На 1 млн атомов водорода приходится 98 000 атомов гелия, 851 атом кислорода, 398 атомов углерода, 123 атома неона, 100 атомов азота, 47 атомов железа, 38 атомов магния, 35 атомов кремния, 16 атомов серы, 4 атома аргона, 3 атома алюминия, по 2 атома никеля, натрия и кальция, а также малое количество прочих элементов.
Масса Солнца M⊙ = (1,98847 ± 0,00007)⋅1030 кг, она составляет 99,866 % от суммарной массы всей Солнечной системы.
Солнечный спектр содержит линии ионизированных и нейтральных металлов, а также водорода и гелия. В нашей Галактике (Млечный Путь) насчитывается от 200 до 400 миллиардов звёзд. При этом 85 % звёзд нашей галактики — это звёзды, менее яркие, чем Солнце (в большинстве своём красные карлики). Как и все звёзды главной последовательности, Солнце вырабатывает энергию путём термоядерного синтеза гелия из водорода. В случае Солнца более 99 % энергии выделяется через протон-протонный цикл, тогда как для более массивных звёзд главной последовательности преимущественным путём синтеза гелия является CNO-цикл.
Солнце — ближайшая к Земле звезда. Средняя удалённость Солнца от Земли — 149,6 млн км — приблизительно равна астрономической единице, а видимый угловой диаметр при наблюдении с Земли, как и у Луны, — чуть больше полуградуса (31—32 угловых минуты). Солнце находится на расстоянии около 26 000 световых лет от центра Млечного Пути и вращается вокруг него на ящичной орбите, делая один оборот за 225—250 миллионов лет. Орбитальная скорость Солнца равна 217 км/с — таким образом, световой год оно проходит примерно за 1400 земных лет, а одну астрономическую единицу — за 8 земных суток.
В настоящее время Солнце находится во внутреннем крае рукава Ориона нашей Галактики, между рукавом Персея и рукавом Стрельца, и движется через Местное межзвёздное облако — область повышенной плотности, расположенную в имеющем меньшую плотность Местном пузыре — зоне рассеянного межзвёздного газа. Из звёзд, принадлежащих 50 самым близким звёздным системам в пределах 17 световых лет, известным в настоящее время, Солнце является четвёртой по яркости звездой (его абсолютная звёздная величина +4,83m).

## Общие сведения
Солнце принадлежит к первому типу звёздного населения. Одна из распространённых теорий возникновения Солнечной системы предполагает, что её формирование было вызвано взрывами одной или нескольких сверхновых звёзд. Это предположение основано, в частности, на том, что в веществе Солнечной системы содержится аномально большая доля золота и урана, которые могли бы быть результатом эндотермических реакций, вызванных этим взрывом, или ядерного превращения элементов путём поглощения нейтронов веществом массивной звезды второго поколения.
Излучение Солнца — основной источник энергии на Земле. Его мощность характеризуется солнечной постоянной — мощностью излучения, проходящего через площадку единичной площади, перпендикулярную солнечным лучам и расположенную на расстоянии одной астрономической единицы от Солнца (то есть на орбите Земли) вне земной атмосферы. Эта постоянная равна приблизительно 1,37 кВт/м².
Проходя сквозь атмосферу Земли, солнечное излучение теряет в энергии примерно 370 Вт/м², и до земной поверхности доходит только 1000 Вт/м² (при ясной погоде и когда Солнце находится в зените). Эта энергия может использоваться в различных естественных и искусственных процессах. Так, растения, используя её посредством фотосинтеза, синтезируют органические соединения с выделением кислорода. Прямое нагревание солнечными лучами или преобразование энергии с помощью фотоэлементов может быть использовано для производства электроэнергии (солнечными электростанциями) или выполнения другой полезной работы. Путём фотосинтеза была в далёком прошлом получена и энергия, запасённая в нефти и других видах ископаемого топлива.
Ультрафиолетовое излучение Солнца имеет антисептические свойства, позволяющие использовать его для дезинфекции воды и различных предметов. Оно также вызывает загар и имеет другие биологические эффекты, например стимулирует производство в организме витамина D. Воздействие ультрафиолетовой части солнечного спектра сильно ослабляется озоновым слоем в земной атмосфере, поэтому интенсивность ультрафиолетового излучения на поверхности Земли сильно меняется с широтой. Угол, под которым Солнце стоит над горизонтом в полдень, влияет на многие типы биологической адаптации, например от него зависит цвет кожи человека в различных регионах земного шара.
Наблюдаемый с Земли путь Солнца по небесной сфере изменяется в течение года. Путь, описываемый в течение года той точкой, которую занимает Солнце на небе в определённое заданное время, называется аналеммой и имеет форму цифры 8, вытянутой вдоль оси север — юг. Самая заметная вариация в видимом положении Солнца на небе — его колебание вдоль направления север — юг с амплитудой 47° (вызванное наклоном плоскости эклиптики к плоскости небесного экватора, равным 23,5°). Существует также другая компонента этой вариации, направленная вдоль оси восток — запад и вызванная увеличением скорости орбитального движения Земли при её приближении к перигелию и уменьшением — при приближении к афелию. Первое из этих движений (север — юг) является причиной смены времён года.
Земля проходит через точку афелия в начале июля и удаляется от Солнца на расстояние 152 млн км, а через точку перигелия — в начале января и приближается к Солнцу на расстояние 147 млн км. Видимый диаметр Солнца между этими двумя датами меняется на 3 %. Поскольку разница в расстоянии составляет примерно 5 млн км, то в афелии Земля получает примерно на 7 % меньше тепла. Таким образом, зимы в северном полушарии немного теплее, чем в южном, а лето немного прохладнее.
Солнце — магнитоактивная звезда. Она обладает сильным магнитным полем, напряжённость которого меняется со временем и которое меняет направление приблизительно каждые 11 лет, во время солнечного максимума. Вариации магнитного поля Солнца вызывают разнообразные эффекты, совокупность которых называется солнечной активностью и включает в себя такие явления, как солнечные пятна, солнечные вспышки, вариации солнечного ветра и т. д., а на Земле вызывает полярные сияния в высоких и средних широтах и геомагнитные бури, которые негативно сказываются на работе средств связи, средств передачи электроэнергии, а также негативно воздействует на живые организмы (вызывают головную боль и плохое самочувствие у людей, чувствительных к магнитным бурям). Предполагается, что солнечная активность играла большую роль в формировании и развитии Солнечной системы. Она также оказывает влияние на структуру земной атмосферы.

## Жизненный цикл
Солнце является молодой звездой третьего поколения (популяции I) с высоким содержанием металлов, то есть оно образовалось из останков звёзд первого и второго поколений (соответственно популяций III и II).
Текущий возраст Солнца (точнее время его существования на главной последовательности), оценённый с помощью компьютерных моделей звёздной эволюции, равен приблизительно 4,5 миллиарда лет.
Считается, что Солнце сформировалось примерно 4,5 миллиарда лет назад, когда быстрое сжатие под действием сил гравитации облака молекулярного водорода (также, возможно, облака из смеси молекулярного водорода и атомов других химических элементов) привело к образованию в нашей области Галактики звезды первого типа звёздного населения типа T Тельца.
Звезда такой массы, как Солнце, должна существовать на главной последовательности в общей сложности примерно 10 млрд лет. Таким образом, сейчас Солнце находится примерно в середине своего жизненного цикла. На современном этапе в солнечном ядре идут термоядерные реакции превращения водорода в гелий. Каждую секунду в ядре Солнца около 4 миллионов тонн вещества превращается в энергию, в результате чего генерируется эквивалентное количество солнечного излучения и поток солнечных нейтрино.
По мере того, как Солнце постепенно расходует запасы своего водородного горючего, оно становится всё горячее, а его светимость медленно, но неуклонно увеличивается. К возрасту 5,6 млрд лет, через 1,1 млрд лет от настоящего времени, наше дневное светило будет ярче на 11 %, чем сейчас.
Уже в этот период, ещё до стадии красного гиганта, возможно исчезновение или кардинальное изменение жизни на Земле из-за повышения температуры поверхности планеты, вызванного увеличением яркости Солнца и парникового эффекта, индуцированного парами воды. К этому моменту Солнце достигнет максимальной поверхностной температуры (5800 К) за всё своё время эволюции в прошлом и будущем вплоть до фазы белого карлика; на следующих стадиях температура фотосферы будет меньше.
Несмотря на прекращение жизни в её современном понимании, жизнь на планете может остаться в глубинах морей и океанов.
К возрасту 8 млрд лет (через 3,5 млрд лет от настоящего времени) яркость Солнца возрастёт на 40 %. К тому времени условия на Земле, возможно, будут подобны нынешним условиям на Венере: вода с поверхности планеты исчезнет полностью и улетучится в космос. Скорее всего, это приведёт к окончательному уничтожению всех наземных форм жизни. По мере того как водородное топливо в солнечном ядре будет выгорать, его внешняя оболочка будет расширяться, а ядро — сжиматься и нагреваться.
Когда Солнце достигнет возраста 10,9 млрд лет (6,4 млрд лет от настоящего времени), водород в ядре кончится, а образовавшийся из него гелий, ещё неспособный в этих условиях к термоядерному горению, станет сжиматься и уплотняться ввиду прекращения ранее поддерживавшего его «на весу» потока энергии из центра. Горение водорода будет продолжаться в тонком внешнем слое ядра. На этой стадии радиус Солнца достигнет 1,59 R⊙, а светимость будет в 2,21 раза больше современной. В течение следующих 0,7 млрд лет Солнце будет относительно быстро расширяться (до 2,3 R⊙), сохраняя почти постоянную светимость, а его температура упадёт с 5500 K до 4900 K. В конце этой фазы, достигнув возраста 11,6 млрд лет (через 7 млрд лет от настоящего времени) Солнце станет субгигантом.
Приблизительно через 7,6—7,8 миллиарда лет, к возрасту 12,2 млрд лет, ядро Солнца разогреется настолько, что запустит процесс горения водорода в окружающей его оболочке. Это повлечёт за собой бурное расширение внешних оболочек светила, таким образом Солнце покинет главную последовательность, на которой оно находилось почти с момента своего рождения, и станет красным гигантом, перейдя на вершину ветви красных гигантов диаграммы Герцшпрунга — Рассела. В этой фазе радиус Солнца увеличится в 256 раз по сравнению с современным. Расширение звезды приведёт к сильному увеличению её светимости (в 2700 раз) и охлаждению поверхности до 2650 К. По-видимому, расширяющиеся внешние слои Солнца в это время достигнут современной орбиты Земли. При этом исследования показывают, что ещё до этого момента из-за усиления солнечного ветра вследствие многократного увеличения площади поверхности Солнце потеряет более 28 % своей массы, и это приведёт к тому, что Земля перейдёт на более далёкую от Солнца орбиту, избежав, таким образом, поглощения внешними слоями солнечной плазмы. Хотя исследования 2008 года показывают, что Земля, скорее всего, будет поглощена Солнцем вследствие замедления вращения Солнца и последующих приливных взаимодействий с его внешней оболочкой, которые приведут к приближению орбиты Земли обратно к Солнцу.
Даже если Земля избежит поглощения Солнцем, вся вода на ней перейдёт в газообразное состояние, а её атмосфера будет сорвана сильнейшим солнечным ветром.
Данная фаза существования Солнца продлится около 10 миллионов лет. Когда температура в ядре достигнет 100 млн К, произойдёт гелиевая вспышка, и начнётся термоядерная реакция синтеза углерода и кислорода из гелия. Солнце, получившее новый источник энергии, уменьшится в размере до 9,5 R⊙. Спустя 100—110 млн лет, когда запасы гелия иссякнут, повторится бурное расширение внешних оболочек звезды, и она снова станет красным гигантом. Этот период существования Солнца будет сопровождаться мощными вспышками, временами его светимость будет превышать современный уровень в 5200 раз. Это будет происходить от того, что в термоядерную реакцию будут вступать ранее не затронутые остатки гелия. В таком состоянии Солнце просуществует около 20 млн лет.
Масса Солнца недостаточна для того, чтобы его эволюция завершилась взрывом сверхновой. После того как Солнце пройдёт фазу красного гиганта, термические пульсации приведут к тому, что его внешняя оболочка будет сорвана, и из неё образуется планетарная туманность. В центре этой туманности останется сформированный из ядра Солнца белый карлик, очень горячий и плотный объект, по размерам сопоставимый с планетой Земля. Изначально этот белый карлик будет иметь температуру поверхности 120 000 К и светимость 3500 солнечных, но в течение многих миллионов и миллиардов лет будет остывать и угасать. Данный жизненный цикл считается типичным для звёзд малой и средней массы.

## Структура

### Внутреннее строение Солнца

#### Солнечное ядро
Центральная часть Солнца с радиусом примерно 150—175 тыс. км (то есть 20—25 % от радиуса Солнца), в которой идут термоядерные реакции, называется солнечным ядром. Плотность вещества в ядре составляет примерно 150 000 кг/м³ (в 150 раз выше плотности воды и в ~6,6 раз выше плотности самого плотного металла на Земле — осмия), а температура в центре ядра — более 14 млн К. Анализ данных, проведённый миссией SOHO, показал, что в ядре скорость вращения Солнца вокруг своей оси значительно выше, чем на поверхности.
В ядре осуществляется протон-протонная термоядерная реакция, в результате которой из четырёх протонов образуется гелий-4. При этом каждую секунду в излучение превращаются 4,26 млн тонн вещества, однако эта величина ничтожна по сравнению с массой Солнца — 2⋅1027 тонн. Мощность, выделяемая различными зонами ядра, зависит от их расстояния до центра Солнца. В самом центре она достигает, согласно теоретическим оценкам, 276,5 Вт/м³. Таким образом, на объём человека (0,05 м³) приходится выделение тепла 285 Ккал/день (1192 кДж/день), что на порядок меньше удельного тепловыделения живого бодрствующего человека. Удельное же тепловыделение всего объёма Солнца ещё на два порядка меньше. Благодаря столь скромному удельному энерговыделению запасов «топлива» (водорода) хватает на несколько миллиардов лет поддержания термоядерной реакции.
Ядро — единственное место на Солнце, в котором энергия и тепло получается от термоядерной реакции, остальная часть звезды нагрета этой энергией. Вся энергия ядра последовательно проходит сквозь слои, вплоть до фотосферы, с которой излучается в виде солнечного света и кинетической энергии.

#### Зона лучистого переноса
Над ядром, на расстояниях примерно от 0,2—0,25 до 0,7 радиуса Солнца от его центра, находится зона лучистого переноса. В этой зоне перенос энергии происходит главным образом с помощью излучения и поглощения фотонов. При этом направление каждого конкретного фотона, излучённого слоем плазмы, никак не зависит от того, какие фотоны плазмой поглощались, поэтому он может как проникнуть в следующий слой плазмы в лучистой зоне, так и переместиться назад, в нижние слои. Из-за этого промежуток времени, за который многократно переизлучённый фотон (изначально возникший в ядре) достигает конвективной зоны, согласно современным моделям Солнца, может лежать в пределах от 10 тысяч до 170 тысяч лет (иногда встречающаяся цифра в миллионы лет считается завышенной).
Перепад температур в данной зоне составляет от 2 млн К на поверхности до 7 млн К в глубине. При этом в данной зоне отсутствуют макроскопические конвекционные движения, что говорит о
том, что адиабатический градиент температуры в ней больше, чем градиент лучевого равновесия. Для сравнения, в красных карликах давление не может препятствовать перемешиванию вещества и зона конвекции начинается сразу от ядра. Плотность вещества в данной зоне колеблется от 0,2 (на поверхности) до 20 (в глубине) г/см³.

#### Конвективная зона Солнца
Ближе к поверхности Солнца температуры и плотности вещества уже недостаточно для полного переноса энергии путём переизлучения. Возникает вихревое перемешивание плазмы, и перенос энергии к поверхности (фотосфере) совершается преимущественно движениями самого вещества. С одной стороны, вещество фотосферы, охлаждаясь на поверхности, погружается вглубь конвективной зоны. С другой стороны, вещество в нижней части получает излучение из зоны лучевого переноса и поднимается наверх, причём оба процесса идут со значительной скоростью. Такой способ передачи энергии называется конвекцией, а подповерхностный слой Солнца толщиной примерно 200 000 км, где она происходит, — конвективной зоной. По мере приближения к поверхности температура падает в среднем до 5800 К, а плотность газа до менее 1/1000 плотности земного воздуха.
По современным данным, роль конвективной зоны в физике солнечных процессов исключительно велика, так как именно в ней зарождаются разнообразные движения солнечного вещества. Термики в конвективной зоне вызывают на поверхности гранулы (которые по сути являются вершинами термиков) и супергрануляцию. Скорость потоков составляет в среднем 1—2 км/с, а максимальные её значения достигают 6 км/с. Время жизни гранулы составляет 10—15 минут, что сопоставимо по времени с периодом, за который газ может однократно обойти вокруг гранулы. Следовательно, термики в конвективной зоне находятся в условиях, резко отличных от условий, способствующих возникновению ячеек Бенара. Также движения в этой зоне вызывают эффект магнитного динамо и, соответственно, порождают магнитное поле, имеющее сложную структуру.

### Атмосфера Солнца

#### Фотосфера
Фотосфера (слой, излучающий свет) образует видимую поверхность Солнца. Её толщина соответствует оптической толщине приблизительно в 2/3 единиц. В абсолютных величинах фотосфера достигает толщины, по разным оценкам, от 100 до 400 км. Из фотосферы исходит основная часть оптического (видимого) излучения Солнца, излучение же из более глубоких слоёв до нас уже не доходит. Температура по мере приближения к внешнему краю фотосферы уменьшается с 6600 К до 4400 К. Эффективная температура фотосферы в целом составляет 5772 К. Она может быть рассчитана по закону Стефана — Больцмана, согласно которому мощность излучения абсолютно чёрного тела прямо пропорциональна четвёртой степени температуры тела. Водород при таких условиях сохраняется почти полностью в нейтральном состоянии. Фотосфера образует видимую поверхность Солнца, по которой определяются размеры Солнца, расстояние от Солнца и т. д. Так как газ в фотосфере является относительно разреженным, то скорость его вращения много меньше скорости вращения твёрдых тел. При этом газ в экваториальной и полярных областях, движется неравномерно — на экваторе он делает оборот за 24 дня, на полюсах — за 30 дней.

#### Хромосфера
Хромосфера (от др.-греч. χρῶμα — цвет, σφαῖρα — шар, сфера) — внешняя оболочка Солнца толщиной около 2000 км, окружающая фотосферу. Происхождение названия этой части солнечной атмосферы связано с её красноватым цветом, вызванным тем, что в видимом спектре хромосферы доминирует красная H-альфа линия излучения водорода из серии Бальмера. Верхняя граница хромосферы не имеет выраженной гладкой поверхности, из неё постоянно происходят горячие выбросы, называемые спикулами. Число спикул, наблюдаемых одновременно, составляет в среднем 60—70 тыс. Из-за этого в конце XIX века итальянский астроном Секки, наблюдая хромосферу в телескоп, сравнил её с горящими прериями. Температура хромосферы увеличивается с высотой от 4000 до 20 000 К (область температур больше 10 000 К относительно невелика).
Плотность хромосферы невелика, поэтому яркость недостаточна для наблюдения в обычных условиях. Но при полном солнечном затмении, когда Луна закрывает яркую фотосферу, расположенная над ней хромосфера становится видимой и светится красным цветом. Её можно также наблюдать в любое время с помощью специальных узкополосных оптических фильтров. Кроме уже упомянутой линии H-альфа с длиной волны 656,3 нм, фильтр также может быть настроен на линии Ca II K (393,4 нм) и Ca II H (396,8 нм).
Основные хромосферные структуры, которые видны в этих линиях:
- хромосферная сетка, покрывающая всю поверхность Солнца и состоящая из линий, окружающих ячейки супергрануляции размером до 30 тыс. км в поперечнике;
- флоккулы — светлые облакоподобные образования, чаще всего приуроченные к районам с сильными магнитными полями — активным областям, часто окружают солнечные пятна;
- волокна и волоконца (фибриллы) — тёмные линии различной ширины и протяжённости, как и флоккулы, часто встречаются в активных областях.

#### Корона
Корона — последняя внешняя оболочка Солнца. Корона в основном состоит из протуберанцев и энергетических извержений, исходящих и извергающихся на несколько сотен тысяч и даже более миллиона километров в пространство, образуя солнечный ветер. Средняя корональная температура составляет от 1 до 2 млн К, а максимальная, в отдельных участках, — от 8 до 20 млн К. Несмотря на такую высокую температуру, она видна невооружённым глазом только во время полного солнечного затмения, так как плотность вещества в короне мала, а потому невелика и её яркость. Необычайно интенсивный нагрев этого слоя вызван, по-видимому, эффектом магнитного пересоединения и воздействием ударных волн (см. Проблема нагрева короны). Форма короны меняется в зависимости от фазы цикла солнечной активности: в периоды максимальной активности она имеет округлую форму, а в минимуме — вытянута вдоль солнечного экватора. Поскольку температура короны очень велика, она интенсивно излучает в ультрафиолетовом и рентгеновском диапазонах. Эти излучения не проходят сквозь земную атмосферу, но в последнее время появилась возможность изучать их с помощью космических аппаратов. Излучение в разных областях короны происходит неравномерно. Существуют горячие активные и спокойные области, а также корональные дыры с относительно невысокой температурой в 600 000 К, из которых в пространство выходят магнитные силовые линии. Такая («открытая») магнитная конфигурация позволяет частицам беспрепятственно покидать Солнце, поэтому солнечный ветер испускается в основном из корональных дыр.
Видимый спектр солнечной короны состоит из трёх различных составляющих, названных L, K и F компонентами (или, соответственно, L-корона, K-корона и F-корона; ещё одно название L-компоненты — E-корона. K-компонента — непрерывный спектр короны. На его фоне до высоты 9—10′ от видимого края Солнца видна эмиссионная L-компонента. Начиная с высоты около 3′ (угловой диаметр Солнца — около 30′) и выше виден фраунгоферов спектр, такой же как и спектр фотосферы. Он составляет F-компоненту солнечной короны. На высоте 20′ F-компонента доминирует в спектре короны. Высота 9-10′ принимается за границу, отделяющую внутреннюю корону от внешней. Излучение Солнца с длиной волны менее 20 нм, полностью исходит из короны. Это означает, что, например, на распространённых снимках Солнца на длинах волн 17,1 нм (171 Å), 19,3 нм (193 Å), 19,5 нм (195 Å), видна исключительно солнечная корона с её элементами, а хромосфера и фотосфера — не видны. Две корональные дыры, почти всегда существующие у северного и южного полюсов Солнца, а также другие, временно появляющиеся на его видимой поверхности, практически совсем не испускают рентгеновское излучение.

#### Солнечный ветер
Из внешней части солнечной короны истекает солнечный ветер — поток ионизированных частиц (в основном протонов, электронов и α-частиц), распространяющийся с постепенным уменьшением своей плотности, до границ гелиосферы. Солнечный ветер разделяют на два компонента — медленный солнечный ветер и быстрый солнечный ветер. Медленный солнечный ветер имеет скорость около 400 км/с и температуру 1,4—1,6⋅106 К и по составу близко соответствует короне. Быстрый солнечный ветер имеет скорость около 750 км/с, температуру 8⋅105 К и по составу похож на вещество фотосферы. Медленный солнечный ветер вдвое более плотный и менее постоянный, чем быстрый. Медленный солнечный ветер имеет более сложную структуру с регионами турбулентности.
В среднем Солнце излучает с ветром около 1,3⋅1036 частиц в секунду. Следовательно, полная потеря массы Солнцем (на данный вид излучения) составляет за год 2—3⋅10−14 солнечных масс. Потеря за 150 млн лет эквивалентна земной массе. Многие природные явления на Земле связаны с возмущениями в солнечном ветре, в том числе геомагнитные бури и полярные сияния.
Первые прямые измерения характеристик солнечного ветра были проведены в январе 1959 года советской станцией «Луна-1». Наблюдения проводились с помощью сцинтилляционного счётчика и газового ионизационного детектора. Три года спустя такие же измерения были проведены американскими учёными с помощью станции «Маринер-2». В конце 1990-х годов с помощью ультрафиолетового коронального спектрометра (англ. Ultraviolet Coronal Spectrometer (UVCS)) на борту спутника SOHO были проведены наблюдения областей возникновения быстрого солнечного ветра на солнечных полюсах.

## Магнитные поля Солнца

### Происхождение и виды солнечных магнитных полей
Так как солнечная плазма имеет достаточно высокую электропроводность, в ней могут возникать электрические токи и, как следствие, магнитные поля. Непосредственно наблюдаемые в солнечной фотосфере магнитные поля принято разделять на два типа, в соответствии с их масштабом.
Крупномасштабное (общее или глобальное) магнитное поле с характерными размерами, сравнимыми с размерами Солнца, имеет среднюю напряжённость на уровне фотосферы порядка нескольких гаусс. В минимуме цикла солнечной активности оно имеет приблизительно дипольную структуру, при этом напряжённость поля на полюсах Солнца максимальна. Затем, по мере приближения к максимуму цикла солнечной активности, напряжённости поля на полюсах постепенно уменьшаются и через один-два года после максимума цикла становятся равными нулю (так называемая «переполюсовка солнечного магнитного поля»). На этой фазе общее магнитное поле Солнца не исчезает полностью, но его структура носит не дипольный, а квадрупольный характер. После этого напряжённость солнечного диполя снова возрастает, но при этом он имеет уже другую полярность. Таким образом, полный цикл изменения общего магнитного поля Солнца, с учётом перемены знака, равен удвоенной продолжительности 11-летнего цикла солнечной активности — примерно 22 года («закон Хейла»).
Средне- и мелкомасштабные (локальные) поля Солнца отличаются значительно бо́льшими напряжённостями полей и меньшей регулярностью. Самые мощные магнитные поля (до нескольких тысяч гаусс) наблюдаются в группах солнечных пятен в максимуме солнечного цикла. При этом типична ситуация, когда магнитное поле пятен в западной («головной») части данной группы, в том числе самого крупного пятна (т. н. «лидера группы») совпадает с полярностью общего магнитного поля на соответствующем полюсе Солнца («p-полярностью»), а в восточной («хвостовой») части — противоположна ему («f-полярность»). Таким образом, магнитные поля пятен имеют, как правило, биполярную или мультиполярную структуру. В фотосфере также наблюдаются униполярные области магнитного поля, которые, в отличие от групп солнечных пятен, располагаются ближе к полюсам и имеют значительно меньшую напряжённость магнитного поля (несколько гаусс), но большую площадь и продолжительность жизни (до нескольких оборотов Солнца).
Согласно современным представлениям, разделяемым большей частью исследователей, магнитное поле Солнца генерируется в нижней части конвективной зоны с помощью механизма гидромагнитного конвективного динамо, а затем всплывает в фотосферу под воздействием магнитной плавучести. Этим же механизмом объясняется 22-летняя цикличность солнечного магнитного поля.
Существуют также некоторые указания на наличие первичного (то есть возникшего вместе с Солнцем) или, по крайней мере, очень долгоживущего магнитного поля ниже дна конвективной зоны — в лучистой зоне и ядре Солнца.

### Солнечная активность и солнечный цикл
Комплекс явлений, вызванных генерацией сильных магнитных полей на Солнце, называют солнечной активностью. Эти поля проявляются в фотосфере как солнечные пятна и вызывают такие явления, как солнечные вспышки, генерацию потоков ускоренных частиц, изменения в уровнях электромагнитного излучения Солнца в различных диапазонах, корональные выбросы массы, возмущения солнечного ветра, вариации потоков галактических космических лучей (Форбуш-эффект) и т. д.
С солнечной активностью связаны также вариации геомагнитной активности (в том числе и магнитные бури), которые являются следствием достигающих Земли возмущений межпланетной среды, вызванных, в свою очередь, активными явлениями на Солнце.
Одним из наиболее распространённых показателей уровня солнечной активности является число Вольфа, связанное с количеством солнечных пятен на видимой полусфере Солнца. Общий уровень солнечной активности меняется с характерным периодом, примерно равным 11 годам (так называемый «цикл солнечной активности» или «одиннадцатилетний цикл»). Этот период выдерживается неточно и в XX веке был ближе к 10 годам, а за последние 300 лет варьировался примерно от 7 до 17 лет. Циклам солнечной активности принято приписывать последовательные номера, начиная от условно выбранного первого цикла, максимум которого был в 1761 году. В 2000 году наблюдался максимум 23-го цикла солнечной активности.
Существуют также вариации солнечной активности большей длительности. Так, во второй половине XVII века солнечная активность и, в частности, её одиннадцатилетний цикл были сильно ослаблены (минимум Маундера). В эту же эпоху в Европе отмечалось снижение среднегодовых температур (т. н. Малый ледниковый период), что, возможно, вызвано воздействием солнечной активности на климат Земли. Существует также точка зрения, что глобальное потепление до некоторой степени вызвано повышением глобального уровня солнечной активности во второй половине XX века. Тем не менее, механизмы такого воздействия пока ещё недостаточно ясны.
Самая большая группа солнечных пятен за всю историю наблюдений возникла в апреле 1947 года в южном полушарии Солнца. Её максимальная длина составляла 300 000 км, максимальная ширина — 145 000 км, а максимальная площадь превышала 6000 миллионных долей площади полусферы (мдп) Солнца, что примерно в 36 раз больше площади поверхности Земли. Группа была легко видна невооружённым глазом в предзакатные часы. Согласно каталогу Пулковской обсерватории, эта группа (№ 87 за 1947 год) проходила по видимой с Земли полусфере Солнца с 31 марта по 14 апреля 1947 года, максимальная её площадь составила 6761 мдп, а максимальная площадь наибольшего пятна в группе — 5055 мдп; количество пятен в группе достигало 172.

### Солнце как переменная звезда
Так как магнитная активность Солнца подвержена периодическим изменениям, а вместе с этим изменяется и его светимость (или Солнечная цикличность), его можно рассматривать как переменную звезду. В годы максимума активности Солнце ярче, чем в годы минимума. Амплитуда изменений солнечной постоянной достигает 0,1 % (в абсолютных значениях это 1 Вт/м², тогда как среднее значение солнечной постоянной — 1361,5 Вт/м²).
Также некоторые исследователи относят Солнце к классу низкоактивных переменных звёзд типа BY Дракона. Поверхность таких звёзд покрыта пятнами (до 30 % от общей площади), и за счёт вращения звёзд наблюдаются изменения их блеска. У Солнца такая переменность очень слабая.

## Планетная система
Вокруг Солнца обращается большое количество небесных тел меньшего размера, а именно:
- Восемь больших планет (Меркурий, Венера, Земля, Марс, Юпитер, Сатурн, Уран, Нептун) и их спутники.
- Множество астероидов и планет-карликов, которые группируются в пояс астероидов и пояс Койпера.
- Кометы.

Самые далёкие из этих тел удалены на расстояния порядка 100 а. е. от Солнца.
В состав Солнечной системы включают также гипотетическое облако Оорта, которое должно быть расположено ещё в примерно 1000 раз дальше. Все объекты Солнечной системы образовались в то же время, что и Солнце, из того же газопылевого облака.

## Солнце и Земля
Спектральный диапазон электромагнитного излучения Солнца очень широк — от радиоволн до рентгеновских лучей — однако максимум его интенсивности приходится на видимый свет (жёлто-зелёную часть спектра).
Для людей, животных и растений солнечный свет является очень важным. У значительной их части свет вызывает изменение циркадного ритма. Так, на человека, по некоторым исследованиям, оказывает влияние свет интенсивности более 1000 люкс, причём его цвет имеет значение. В тех областях Земли, которые в среднем за год получают мало солнечного света, например тундре, устанавливается низкая температура (до −35 °C зимой), короткий сезон роста растений, малое биоразнообразие и низкорослая растительность.
В зелёных листьях растений содержится зелёный пигмент хлорофилл. Этот пигмент служит улавливателем световой энергии в процессе фотосинтеза — сложного цикла реакций синтеза органических веществ из углекислого газа и воды с использованием энергии света. Одним из продуктов фотосинтеза является кислород. Таким образом, фотосинтез обеспечивает возможность существования жизни на Земле. Животные существуют за счёт поедания растений, которые накапливают энергию Солнца в виде энергии химических соединений, и дыхания выделяемым ими кислородом.
Земная поверхность и нижние слои воздуха — тропосфера, где образуются облака и возникают другие метеорологические явления, непосредственно получают энергию от Солнца. Основной приток энергии в систему атмосфера — Земля обеспечивается излучением Солнца в спектральном диапазоне от 0,1 до 4 мкм. При этом в диапазоне от 0,3 мкм до 1,5—2 мкм атмосфера Земли прозрачна для солнечного излучения почти полностью. В ультрафиолетовой области спектра (для волн короче 0,3 мкм) излучение поглощается в основном слоем озона, расположенного на высотах 20—60 км. Рентгеновское и гамма-излучение до поверхности Земли практически не доходят. Плотность мощности излучения Солнца на расстоянии 1 астрономической единицы вне атмосферы Земли равна около 1367 Вт/м² (солнечная постоянная). По данным за 2000—2004 годы, усреднённый по времени и по поверхности Земли, этот поток составляет 341 Вт/м² или 1,74⋅1017 Вт в расчёте на полную поверхность Земли (полная светимость Солнца примерно в 2,21⋅109 раза больше).
Помимо этого, в атмосферу Земли проникает поток ионизированных частиц (в основном гелиево-водородной плазмы), истекающий из солнечной короны со скоростью 300—1200 км/с в окружающее космическое пространство (солнечный ветер). Во многих районах близ полюсов планеты это приводит к полярным сияниям («северным сияниям»). Также с солнечным ветром связано множество других природных явлений, в частности магнитные бури. Магнитные бури, в свою очередь, могут воздействовать на земные организмы. Раздел биофизики, изучающий подобные влияния, называется гелиобиологией.
Также важным для живых организмов является излучение Солнца в ультрафиолетовом диапазоне. Так, под действием ультрафиолета образуется жизненно необходимый витамин D. При его недостатке возникает серьёзное заболевание — рахит. Из-за недостатка ультрафиолетовых лучей может нарушиться нормальное поступление кальция, вследствие чего усиливается хрупкость мелких кровеносных сосудов, увеличивается проницаемость тканей. Однако длительное действие ультрафиолета способствует развитию меланомы, различных видов рака кожи, ускоряет старение и появление морщин. От избыточного излучения Землю предохраняет озоновый слой, без которого, как считается, жизнь не смогла бы вообще выбраться из океанов.

### Солнечные затмения
Солнечные затмения упоминаются уже в античных источниках. Однако наибольшее число датированных описаний содержится в западно-европейских средневековых хрониках и анналах. Например, солнечное затмение упоминает Максимин Трирский, который записал, что в «538 г. 16 февраля, с первого до третьего часа было солнечное затмение».
Возникает данное явление из-за того, что Луна закрывает (затмевает) полностью или частично Солнце от наблюдателя на Земле. Солнечное затмение возможно только в новолуния, когда сторона Луны, обращённая к Земле, не освещена и сама Луна не видна. Затмения возможны, только если новолуние происходит вблизи одного из двух лунных узлов (точки пересечения видимых орбит Луны и Солнца), не далее чем примерно в 12 градусах от одного из них. По астрономической классификации, если затмение хотя бы где-то на поверхности Земли может наблюдаться как полное, оно называется полным. Если затмение может наблюдаться только как частное (такое бывает, когда конус тени Луны проходит вблизи земной поверхности, но не касается её), затмение классифицируется как частное. Когда наблюдатель находится в тени от Луны, он наблюдает полное солнечное затмение. Когда он находится в области полутени, он может наблюдать частное солнечное затмение. Помимо полных и частных солнечных затмений, бывают кольцеобразные затмения. Визуально при кольцеобразном затмении Луна проходит по диску Солнца, но оказывается меньше Солнца в диаметре и не может скрыть его полностью. Данное явление вызвано изменением угловых размеров Луны на небе вследствие эллиптичности её орбиты.
В год на Земле может происходить от 2 до 5 солнечных затмений, из которых не более двух — полные или кольцеобразные.
В среднем за сто лет происходит 237 солнечных затмений, из которых 160 — частные, 63 — полные, 14 — кольцеобразные. В определённой точке земной поверхности затмения в большой фазе происходят достаточно редко, ещё реже наблюдаются полные солнечные затмения. Так, на территории Москвы с XI по XVIII век можно было наблюдать 159 солнечных затмений с фазой больше 0,5, из которых всего 3 полных (11.08.1124, 20.03.1140 и 7.06.1415). Ещё одно полное солнечное затмение произошло 19 августа 1887 года. Кольцеобразное затмение можно было наблюдать в Москве 26 апреля 1827 года. Очень сильное затмение с фазой 0,96 произошло 9 июля 1945 года. Следующее полное солнечное затмение ожидается в Москве 16 октября 2126 года.
Полные солнечные затмения позволяют наблюдать корону и ближайшие окрестности Солнца, что в обычных условиях крайне затруднено (хотя с 1996 года астрономы получили возможность постоянно обозревать окрестности нашей звезды благодаря работе спутника SOHO (англ. Solar and Heliospheric Observatory — солнечная и гелиосферная обсерватория)). Французский учёный Пьер Жансен во время полного солнечного затмения в Индии 18 августа 1868 года впервые исследовал хромосферу Солнца и получил спектр нового химического элемента. Этот элемент назвали в честь Солнца — гелием. 17 мая 1882 года во время солнечного затмения наблюдателями из Египта была замечена комета, пролетающая вблизи Солнца.

## Солнце и другие звёзды
| Название          | Расстояние, св. лет |
| ----------------- | ------------------- |
| Проксима Центавра | 4,2421 ± 0,0016     |
| α Центавра A      | 4,3650 ± 0,0068     |
| α Центавра B      | 4,3650 ± 0,0068     |
| Звезда Барнарда   | 5,9630 ± 0,0109     |
| Луман 16          | 6,588 ± 0,062       |
| WISE 0855–0714    | 7,27 ± 0.13         |
| Вольф 359         | 7,7825 ± 0,0390     |
| Лаланд 21185      | 8,2905 ± 0,0148     |
| Сириус A          | 8,5828 ± 0,0289     |
| Сириус B          | 8,5828 ± 0,0289     |

### Ближайшие к Солнцу звёзды
Ближайшие к Солнцу три звезды находятся на расстоянии примерно 4,3 светового года (около 270 тыс. а. е.). Они составляют звёздную систему Альфа Центавра и движутся по сложным траекториям вокруг друг друга. На текущий момент ближе всех находится Проксима Центавра.

### Двойники Солнца
В настоящее время известны несколько «двойников» Солнца, которые являются практически полными аналогами нашей звезды по массе, светимости, температуре (±50 К), металличности (±12 %), возрасту (±1 млрд лет) и т. д., среди которых:
- Бета Гончих Псов;
- 18 Скорпиона;
- 37 Близнецов;
- HD 44594;
- HIP 56948.

## Движение Солнца
Относительно ближайших звёзд Cолнце движется со скоростью около 19,2 км/с в сторону точки, имеющей экваториальные координаты α = 270°, δ = 30° (в созвездии Геркулеса).
Однако эта скорость намного меньше скорости движения Солнца относительно центра Галактики. Вместе с зоной синхронного вращения (коротации) Галактики, Солнце вращается по эллиптической орбите вокруг её центра, совершая оборот за 225—250 млн лет. При этом линейная скорость составляет 220—240 км/с. Её направление сравнительно медленно, но меняется (на противоположное оно изменится через половину периода — около 125 млн лет). В настоящее время этот вектор направлен в сторону созвездия Лебедя. Помимо движения вокруг центра Галактики, Солнце совершает также колебания относительно плоскости галактики, пересекая её каждые 30—35 миллионов лет (по другим расчётам — каждые 20-25 млн лет) и оказываясь то в северном, то в южном галактическом полушарии. Нахождение в зоне коротации максимизирует интервал между прохождением Солнцем спиральных рукавов.
Также Солнце вместе со всей Галактикой совершает движение относительно центра Местной группы галактик.
В 1969 году была впервые выделена дипольная компонента в реликтовом излучении: температура его оказалась не одинакова по всему небу. В направлении созвездия Льва она была на 0,1 % выше среднего и на 0,1 % ниже в противоположном. Это следствие эффекта Доплера, возникающего при движении Солнца относительно реликтового фона со скоростью примерно 370 км/с в сторону созвездия Льва. Это движение складывается из движения Солнца относительно центра Галактики, движения Галактики относительно центра масс Местной группы и собственного движения Местной группы. Скорость последнего, по современным данным, составляет 627±22 км/с и направлена в сторону точки с галактическими координатами {\displaystyle l=276\pm 3^{\circ }}, {\displaystyle b=30\pm 3^{\circ }} (эта точка располагается в созвездии Гидры).
На пути вокруг центра Галактики Солнце движется в настоящее время сквозь область разреженного горячего газа, известную как Местный пузырь, и через находящееся в этой области Местное межзвёздное облако, которое выдувается из области звездообразования под названием Ассоциация Скорпиона-Центавра. Солнце движется сквозь область Местного пузыря последние 5 или даже 10 млн лет, оно вошло в Местное межзвёздное облако где-то между 44 и 150 тыс. лет назад и, как ожидается, останется в его пределах ещё в течение 10—12 тыс. лет.

## Исследования Солнца

### Ранние наблюдения Солнца
С самых ранних времён человечество отмечало важную роль Солнца — яркого диска на небе, несущего свет и тепло.
Во многих доисторических и античных культурах Солнце почиталось как божество. Культ Солнца занимал важное место в религиях цивилизаций Египта, инков, ацтеков. Многие древние памятники связаны с Солнцем: например, мегалиты точно отмечают положение летнего солнцестояния (одни из крупнейших мегалитов такого рода находятся в Набта-Плайя (Египет) и в Стоунхендже (Великобритания)), пирамиды в Чичен-Ице (Мексика) построены таким образом, чтобы тень от Земли скользила по пирамиде в дни весеннего и осеннего равноденствий, и так далее. Древнегреческие астрономы, наблюдая видимое годовое движение Солнца вдоль эклиптики, считали Солнце одной из семи планет (от др.-греч. ἀστὴρ πλανήτης — блуждающая звезда). В некоторых языках Солнцу, наравне с планетами, посвящён день недели.

### Развитие современного научного понимания
Одним из первых попытался взглянуть на Солнце с научной точки зрения греческий философ Анаксагор. Он говорил, что Солнце — это не колесница Гелиоса, как учила греческая мифология, а гигантский, «размерами больше, чем Пелопоннес», раскалённый металлический шар. За это еретическое учение он был брошен в тюрьму, приговорён к смерти и освобождён только благодаря вмешательству Перикла.
Идея о том, что Солнце — это центр, вокруг которого обращаются планеты, высказывалась Аристархом Самосским и древнеиндийскими учёными (см. Гелиоцентрическая система мира). Эта теория была возрождена Коперником в XVI веке.
Первым расстояние от Земли до Солнца пытался вычислить Аристарх Самосский, измеряя угол между Солнцем и Луной в фазу первой или последней четверти и определяя из соответствующего прямоугольного треугольника отношение расстояния от Земли до Луны к расстоянию от Земли до Солнца. По Аристарху, расстояние до Солнца в 18 раз больше расстояния до Луны. На самом деле расстояние до Солнца в 394 раза больше расстояния до Луны. А вот расстояние до Луны в античности было определено весьма точно Гиппархом, причём он использовал другой метод, предложенный Аристархом Самосским.
Китайские астрономы в течение столетий, со времён династии Хань, наблюдали солнечные пятна. Впервые пятна были зарисованы в 1128 году в хронике Иоанна Вустерского. С 1610 года начинается эпоха инструментального исследования Солнца. Изобретение телескопа и его специальной разновидности для наблюдения за Солнцем — гелиоскопа — позволило Галилею, Томасу Хэрриоту, Кристофу Шейнеру и другим учёным рассмотреть солнечные пятна. Галилей, по-видимому, первым среди исследователей признал пятна частью солнечной структуры, в отличие от Шейнера, посчитавшего их проходящими перед Солнцем планетами. Это предположение позволило Галилею открыть вращение Солнца и вычислить его период. Приоритету открытия пятен и их природе была посвящена более чем десятилетняя полемика между Галилеем и Шейнером, однако, скорее всего, первое наблюдение и первая публикация не принадлежат ни одному из них.
Первую более или менее приемлемую оценку расстояния от Земли до Солнца способом параллакса получили Джованни Доменико Кассини и Жан Рише. В 1672 году, когда Марс находился в великом противостоянии с Землёй, они измерили положение Марса одновременно в Париже и в Кайенне — административном центре Французской Гвианы. Наблюдавшийся параллакс составил 24″. По результатам этих наблюдений было найдено расстояние от Земли до Марса, которое было затем пересчитано в расстояние от Земли до Солнца — 140 млн км.
В начале XIX века отец Пьетро Анджело Секки (итал. Pietro Angelo Secchi), главный астроном Ватикана, положил начало такому направлению исследования в астрономической науке, как спектроскопия, разложив солнечный свет на составные цвета. Стало понятно, что таким образом можно изучать состав звёзд, и Фраунгофер обнаружил линии поглощения в спектре Солнца. Благодаря спектроскопии был обнаружен новый элемент в составе Солнца, который назвали гелием в честь древнегреческого бога Солнца Гелиоса.
Долгое время непонятными оставались источники солнечной энергии. В 1848 году Роберт Майер выдвинул метеоритную гипотезу, согласно которой Солнце нагревается благодаря бомбардировке метеоритами. Однако при таком количестве метеоритов сильно нагревалась бы и Земля; кроме того, земные геологические напластования состояли бы в основном из метеоритов; наконец, масса Солнца должна была расти, и это сказалось бы на движении планет. Поэтому во второй половине XIX века многими исследователями наиболее правдоподобной считалась теория, развитая Гельмгольцем (1853) и лордом Кельвином, которые предположили, что Солнце нагревается за счёт медленного гравитационного сжатия («механизм Кельвина — Гельмгольца»). Основанные на этом механизме расчёты оценивали максимальный возраст Солнца в 20 млн лет, а время, через которое Солнце потухнет, — не более чем в 15 млн. Однако эта гипотеза противоречила геологическим данным о возрасте горных пород, которые указывали на намного бо́льшие цифры. Так, например, Чарльз Дарвин отметил, что эрозия вендских отложений продолжалась не менее 300 млн лет. Тем не менее энциклопедия Брокгауза и Ефрона считает гравитационную модель единственно допустимой.
Только в XX веке было найдено правильное решение этой проблемы. Первоначально Резерфорд выдвинул гипотезу, что источником внутренней энергии Солнца является радиоактивный распад. В 1920 году Артур Эддингтон предположил, что давление и температура в недрах Солнца настолько высоки, что там может идти термоядерная реакция, при которой четыре ядра водорода (протоны) сливаются в ядро гелия-4. Так как масса последнего меньше, чем сумма масс четырёх свободных протонов, то часть из-за дефекта массы в этой реакции переходит в энергию фотонов. То, что водород преобладает в составе Солнца, подтвердила в 1925 году Сесилия Пейн. Теория термоядерного синтеза была развита в 1930-х годах астрофизиками Субраманьяном Чандрасе́каром и Хансом Бете. Бете детально рассчитал две главные термоядерные реакции, которые являются источниками энергии Солнца. Наконец, в 1957 году появилась работа Маргарет Бербидж «Синтез элементов в звёздах», в которой было показано, что большинство элементов во Вселенной возникло в результате нуклеосинтеза, идущего в звёздах.
В 1905 году Джордж Эллери Хейл (англ. George Ellery Hale) в обсерватории Маунт-Вилсон установил первый солнечный телескоп в построенной небольшой обсерватории и занялся поиском ответа на вопрос происхождения пятен на Солнце, открытых Галилеем. Джордж Хейл открыл, что пятна на Солнце вызваны магнитным полем, поскольку оно приводит к снижению температуры поверхности. Именно магнитное поле на поверхности Солнца вызывает солнечные ветры — извержение плазмы солнечной короны на сотни тысяч километров в пространство.
В январе 2020 года телескоп Национального научного фонда США сделал самые точные в истории снимки Солнца. На них хорошо видны «ячейки», по которым движется плазма.

### Космические исследования Солнца
Атмосфера Земли препятствует прохождению многих видов электромагнитного излучения из космоса. Кроме того, даже в видимой части спектра, для которой атмосфера довольно прозрачна, изображения космических объектов могут искажаться её колебаниями, поэтому наблюдения этих объектов лучше производить на больших высотах (в высокогорных обсерваториях, с помощью приборов, поднятых в верхние слои атмосферы, и т. п.) или даже из космоса. Верно это и в отношении наблюдений Солнца. Если нужно получить очень чёткое изображение Солнца, исследовать его ультрафиолетовое или рентгеновское излучение, точно измерить солнечную постоянную, то наблюдения и съёмки проводят с аэростатов, ракет, спутников и космических станций.
Фактически первые внеатмосферные наблюдения Солнца были проведены вторым искусственным спутником Земли «Спутник-2» в 1957 году. Наблюдения проводились в нескольких спектральных диапазонах от 1 до 120 Å, выделяемых при помощи органических и металлических фильтров. Обнаружение солнечного ветра опытным путём было осуществлено в 1959 году с помощью ионных ловушек космических аппаратов «Луна-1» и «Луна-2», экспериментами на которых руководил Константин Грингауз.
Другими космическими аппаратами, исследовавшими солнечный ветер, были созданные NASA спутники серии «Пионер» с номерами 5—9, запущенные между 1960 и 1968 годами. Эти спутники обращались вокруг Солнца вблизи орбиты Земли и выполнили детальные измерения параметров солнечного ветра.
В 1970-е годы в рамках совместного проекта США и Германии были запущены спутники «Гелиос-I» и «Гелиос-II» (англ. Helios). Они находились на гелиоцентрической орбите, перигелий которой лежал внутри орбиты Меркурия, примерно в 40 млн км от Солнца. Эти аппараты помогли получить новые данные о солнечном ветре.
В 1973 году вступила в строй космическая солнечная обсерватория Apollo Telescope Mount (англ.) на американской космической станции Скайлэб. С помощью этой обсерватории были сделаны первые наблюдения солнечной переходной области и ультрафиолетового излучения солнечной короны в динамическом режиме. С её помощью были также открыты корональные выбросы массы и корональные дыры, которые, как сейчас известно, тесно связаны с солнечным ветром.
В 1980 году НАСА вывело на околоземную орбиту космический зонд Solar Maximum Mission (SolarMax), который был предназначен для наблюдений ультрафиолетового, рентгеновского и гамма-излучения от солнечных вспышек в период высокой солнечной активности. Однако всего через несколько месяцев после запуска из-за неисправности электроники зонд перешёл в пассивный режим.
В 1984 году космическая экспедиция STS-41C на шаттле «Челленджер» устранила неисправность зонда и снова запустила его на орбиту. После этого, до своего входа в атмосферу в июне 1989 года, аппарат получил тысячи снимков солнечной короны. Его измерения помогли также выяснить, что мощность полного излучения Солнца за полтора года наблюдений изменилась только на 0,01 %.
Японский спутник «Yohkoh»  (яп. ようこう ё:ко:, «солнечный свет»), запущенный в 1991 году, проводил наблюдения излучения Солнца в рентгеновском диапазоне. Полученные им данные помогли учёным идентифицировать несколько разных типов солнечных вспышек и показали, что корона даже вдали от областей максимальной активности намного более динамична, чем принято было считать. «Ёко» функционировал в течение полного солнечного цикла и перешёл в пассивный режим во время солнечного затмения 2001 года, когда он потерял свою ориентировку на Солнце. В 2005 году спутник вошёл в атмосферу и был разрушен.
Очень важной для исследований Солнца является программа SOHO (SOlar and Heliospheric Observatory), организованная совместно Европейским космическим агентством и NASA. Запущенный 2 декабря 1995 года космический аппарат SOHO вместо планируемых двух лет работает уже более десяти лет (по данным на 2009 год). Он оказался настолько полезным, что 11 февраля 2010 года был запущен следующий, аналогичный космический аппарат SDO (Solar Dynamics Observatory). SOHO находится в точке Лагранжа между Землёй и Солнцем и с момента запуска передаёт на Землю изображения Солнца в различных диапазонах длин волн. Кроме своей основной задачи — исследования Солнца — SOHO исследовал большое количество комет, в основном очень малых, которые испаряются по мере своего приближения к Солнцу.
Все эти спутники наблюдали Солнце из плоскости эклиптики и поэтому могли детально изучить только далёкие от его полюсов области. В 1990 году был запущен космический зонд «Улисс» для изучения полярных областей Солнца. Сначала он совершил гравитационный манёвр возле Юпитера, чтобы выйти из плоскости эклиптики. По счастливому стечению обстоятельств ему также удалось наблюдать столкновение кометы Шумейкеров — Леви 9 с Юпитером в 1994 году. После того как он вышел на запланированную орбиту, он приступил к наблюдению солнечного ветра и напряжённости магнитного поля на высоких гелиоширотах. Выяснилось, что солнечный ветер на этих широтах имеет скорость примерно 750 км/с, что меньше, чем ожидалось, и что на них существуют большие магнитные поля, рассеивающие галактические космические лучи.
Состав солнечной фотосферы хорошо изучен с помощью спектроскопических методов, однако данных о соотношении элементов в глубинных слоях Солнца гораздо меньше. Для того, чтобы получить прямые данные о составе Солнца, был запущен космический зонд Genesis. Он вернулся на Землю в 2004 году, однако был повреждён при приземлении из-за неисправности одного из датчиков ускорения и не раскрывшегося вследствие этого парашюта. Несмотря на сильные повреждения, возвращаемый модуль доставил на Землю несколько пригодных для изучения образцов солнечного ветра.
22 сентября 2006 года на орбиту Земли была выведена солнечная обсерватория Hinode (Solar-B). Обсерватория создана в японском институте ISAS, где разрабатывалась обсерватория Yohkoh (Solar-A), и оснащена тремя инструментами: SOT — солнечный оптический телескоп, XRT — рентгеновский телескоп и EIS — изображающий спектрометр ультрафиолетового диапазона. Основной задачей Hinode является исследование активных процессов в солнечной короне и установление их связи со структурой и динамикой магнитного поля Солнца.
В октябре 2006 года была запущена солнечная обсерватория STEREO. Она состоит из двух идентичных космических аппаратов на таких орбитах, что один из них постоянно отстаёт от Земли, а другой её обгоняет. Это позволяет получать стереоизображения Солнца и таких солнечных явлений, как корональные выбросы массы.
В январе 2009 года состоялся запуск российского спутника «Коронас-Фотон» с комплексом космических телескопов «Тесис». В состав обсерватории входит несколько телескопов и спектрогелиографов крайнего ультрафиолетового диапазона, а также коронограф широкого поля зрения, работающий в линии ионизованного гелия HeII 304 A. Целью миссии «Тесис» является исследование наиболее динамичных солнечных процессов (вспышек и корональных выбросов массы), а также круглосуточный мониторинг солнечной активности в целях раннего прогнозирования геомагнитных возмущений.
11 февраля 2010 года США вывели на геостационарную орбиту новую солнечную обсерваторию SDO (Solar Dynamic Observatory).

### Наблюдения за Солнцем и опасность для зрения
Для эффективного наблюдения Солнца существуют специальные, так называемые солнечные телескопы, которые установлены во многих обсерваториях мира. Наблюдения Солнца имеют ту особенность, что яркость Солнца велика, а следовательно, светосила солнечных телескопов может быть небольшой. Гораздо важнее получить как можно больший масштаб изображения, и для достижения этой цели солнечные телескопы имеют очень большие фокусные расстояния (метры и десятки метров). Вращать такую конструкцию нелегко, однако этого и не требуется. Положение Солнца на небе ограничивается сравнительно узким поясом, его максимальная ширина — 46 градусов. Поэтому солнечный свет с помощью зеркал направляют в стационарно установленный телескоп, а затем проецируют на экран или рассматривают с помощью затемнённых фильтров.
Солнце — далеко не самая мощная звезда из всех существующих, но оно находится относительно близко к Земле и поэтому для нас светит очень ярко — в 400 000 раз ярче полной Луны. Из-за этого смотреть на дневное Солнце невооружённым глазом крайне опасно, а смотреть в бинокль или телескоп без специального светофильтра категорически нельзя — это может нанести необратимый вред зрению (ожог сетчатки и роговой оболочки, разрушение палочки, колбочки и световая слепота). Наблюдения Солнца невооружённым глазом без урона зрению возможны лишь на восходе или закате (тогда блеск Солнца ослабевает в несколько тысяч раз) или днём с применением светофильтров. При любительских наблюдениях в бинокль или телескоп также следует использовать затемняющий светофильтр, помещённый перед объективом. Однако лучше пользоваться другим способом — проецировать солнечное изображение через телескоп на белый экран. Даже с маленьким любительским телескопом можно таким образом изучать солнечные пятна, а в хорошую погоду увидеть грануляцию и факелы на поверхности Солнца. Однако в этом случае существует риск повреждения самого телескопа, поэтому перед использованием этого способа следует прочитать инструкцию к телескопу. В частности, при данном методе наблюдения Солнца подвержены риску повреждения телескопы-рефлекторы и катадиоптрические телескопы. Кроме того, ни в коем случае нельзя смотреть через любой телескоп напрямую на Солнце без специального светофильтра, а при проецировании изображения на экран не рекомендуется держать телескоп долго, без перерывов, направленным на Солнце.

## Теоретические проблемы

### Проблема солнечных нейтрино
Ядерные реакции, происходящие в ядре Солнца, приводят к образованию большого количества электронных нейтрино. При этом измерения потока нейтрино на Земле, которые постоянно производятся с конца 1960-х годов, показали, что количество регистрируемых солнечных электронных нейтрино приблизительно в два-три раза меньше, чем предсказывает стандартная солнечная модель, описывающая процессы в Солнце. Это рассогласование между экспериментом и теорией получило название «проблема солнечных нейтрино» и более 30 лет было одной из загадок солнечной физики. Положение осложняется тем, что нейтрино крайне слабо взаимодействует с веществом и создание нейтринного детектора, который способен достаточно точно измерить поток нейтрино даже такой мощности, как исходящий от Солнца, — технически сложная и дорогостоящая задача (см. Нейтринная астрономия).
Предлагалось два главных пути решения проблемы солнечных нейтрино. Во-первых, можно было модифицировать модель Солнца таким образом, чтобы уменьшить предполагаемую термоядерную активность (а значит, и температуру) в его ядре и, следовательно, поток излучаемых Солнцем нейтрино. Во-вторых, можно было предположить, что часть электронных нейтрино, излучаемых ядром Солнца, при движении к Земле превращается в нерегистрируемые обычными детекторами нейтрино других поколений (мюонные и тау-нейтрино). Сегодня понятно, что правильным, скорее всего, является второй путь.
Для того чтобы имел место переход одного сорта нейтрино в другой — то есть происходили так называемые нейтринные осцилляции — нейтрино должно иметь отличную от нуля массу. В настоящее время установлено, что это действительно так. В 2001 году в нейтринной обсерватории в Садбери были непосредственно зарегистрированы солнечные нейтрино всех трёх сортов и было показано, что их полный поток согласуется со стандартной солнечной моделью. При этом только около трети долетающих до Земли нейтрино оказывается электронными. Это количество согласуется с теорией, которая предсказывает переход электронных нейтрино в нейтрино другого поколения как в вакууме (собственно «нейтринные осцилляции»), так и в солнечном веществе («эффект Михеева — Смирнова — Вольфенштейна»). Таким образом, в настоящее время проблема солнечных нейтрино, по-видимому, решена.

### Проблема нагрева короны
Над видимой поверхностью Солнца (фотосферой), имеющей температуру около 6000 К, находится солнечная корона с температурой более 1 000 000 К. Можно показать, что прямого потока тепла из фотосферы недостаточно для того, чтобы привести к такой высокой температуре короны. Предполагается, что энергия для нагрева короны поставляется турбулентными движениями подфотосферной конвективной зоны. При этом для объяснения переноса энергии в корону предложено два механизма. Во-первых, это волновое нагревание — звук и магнитогидродинамические волны, генерируемые в турбулентной конвективной зоне, распространяются в корону и там рассеиваются, при этом их энергия переходит в тепловую энергию корональной плазмы. Альтернативный механизм — магнитное нагревание, при котором магнитная энергия, непрерывно генерируемая фотосферными движениями, высвобождается путём пересоединения магнитного поля в форме больших солнечных вспышек или же большого количества мелких вспышек.
В настоящий момент неясно, какой тип волн обеспечивает эффективный механизм нагрева короны. Можно показать, что все волны, кроме магнитогидродинамических альвеновских, рассеиваются или отражаются до того, как достигнут короны, диссипация же альвеновских волн в короне затруднена. Поэтому современные исследователи сконцентрировали основное внимание на механизме нагревания с помощью солнечных вспышек. Один из возможных кандидатов в источники нагрева короны — непрерывно происходящие мелкомасштабные вспышки, хотя окончательная ясность в этом вопросе ещё не достигнута.

## Солнце в мировой культуре

### Врелигииимифологии
Как и многие другие природные явления, на протяжении всей истории человеческой цивилизации во многих культурах Солнце было объектом поклонения. Культ Солнца существовал в Древнем Египте, где солнечным божеством являлся Ра. У греков богом Солнца был Гелиос, который, по преданию, ежедневно проезжал по небу на своей колеснице. В древнерусском языческом пантеоне было два солнечных божества — Хорс (собственно олицетворённое солнце) и Даждьбог. Кроме того, годовой празднично-ритуальный цикл славян, как и других народов, был тесно связан с годовым солнечным циклом, и ключевые его моменты (солнцестояния) олицетворялись такими персонажами, как Коляда (Овсень) и Купала.
У большинства народов солнечное божество было мужского пола (например, в английском языке применительно к Солнцу используется личное местоимение «he» — «он»), но в скандинавской мифологии Солнце (Суль) — женское божество.
В Восточной Азии, в частности во Вьетнаме, Солнце обозначается символом 日 (китайский пиньинь rì), хотя есть также и другой символ — 太阳 (тай ян). В этих коренных вьетнамских словах слова nhật и thái dương указывают на то, что в Восточной Азии Луна и Солнце считались двумя противоположностями — инь и ян. Как вьетнамцы, так и китайцы в древности считали их двумя первичными природными силами, причём Луна считалась связанной с инь, а Солнце — с ян.

### В оккультизме
В каббале Солнце соотносится со сфирой Тиферет (См. также Халдейский ряд).
В астрологии соотносится с духом, сознанием, а также жизненными силами организма. В астрологии каждому человеку приписывается знак зодиака по условному положению Солнца среди зодиакальных созвездий в день рождения.

### Вязыках мира
В письменных источниках русское слово «солнце» в форме «слнцу» встречается ещё в Остромировом Евангелии (1057 год).
Во многих индоевропейских языках Солнце обозначается словом, имеющим корень sol. Так, слово sol означает «Солнце» на латыни и в современных португальском, испанском, исландском, датском, норвежском, шведском, каталанском и галисийском языках. В английском языке слово Sol также иногда (преимущественно в научном контексте) используется для обозначения Солнца, однако главным значением этого слова является имя римского бога. В персидском языке sol означает «солнечный год».
В честь Солнца названа валюта государства Перу (новый соль), ранее называвшаяся инти (так назывался бог солнца у инков, занимавший ключевое место в их астрономии и мифологии), что в переводе с языка кечуа означает солнце.

### Городские легенды о Солнце
В 2002 и последующих годах в СМИ появилось сообщение, что через 6 лет Солнце взорвётся (то есть превратится в сверхновую звезду). Источником информации назывался «голландский астрофизик доктор Пирс ван дер Меер (Piers van der Meer), эксперт Европейского космического агентства». В действительности в ЕКА нет сотрудника с таким именем. Исходное сообщение опубликовано в «Weekly World News» — газете, известной своей склонностью к публикации сомнительной информации.